# جائزة سيغموند فرويد
جائزة سيغموند فرويد أو جائزة سيغموند فرويد للنثر الأكاديمي بالألمانية (Sigmund Freud-Preis für wissenschaftliche Prosa) هي جائزة أدبية ألمانية تحمل اسم سيغموند فرويد وتمنحها الأكاديمية الألمانية للغة والأدب. تم منحه لأول مرة في عام 1964.

## العالم سيغموند فرويد:-
ولد سيغيسموند شلومو فرويد (6 مايو 1856 - 23 سبتمبر 1939) كان طبيب أعصاب نمساوي ومؤسس التحليل النفسي، وهي طريقة سريرية أسسها لعلاج الأمراض النفسية من خلال الحوار بين المريض والمحلل نفسي.
ولد فرويد لأبوين يهوديين من «غاليسي» ا في بلدة «فرايبرغ» في «مورافيا»، في الإمبراطورية النمساوية. تأهل كطبيب في الطب عام 1881 في جامعة فيينا. بعد الانتهاء من تأهيله في عام 1885، تم تعيينه محاضرًا في علم الأمراض العصبية وأصبح أستاذًا منتسبًا في عام 1902. عاش فرويد وعمل في فيينا، بعد أن أسس ممارسته السريرية هناك عام 1886.
في عام 1938، غادر فرويد النمسا هربًا من الاضطهاد النازي. توفي في المنفى في المملكة المتحدة عام 1939.

### جائزة سيغموند فرويد في الفلسفة:-
في عام 1967، مُنحت جائزة سيغموند فرويد لأول مرة للفيلسوفة هانا أرندت. اعتبارًا من عام 2006، كان عشرة من المستفيدين من الكتاب الفلاسفة يكتبون باللغة الألمانية، ومن بينهم:-
(1967) هانا أرندت.
(1975) إرنست بلوخ.
(1976) يورغن هابرماس.
(1979) هانس جورج جادامير.
(1980) هانس بلومنبرغ.
(1984) أودو ماركوارد.
(1992) جونثر أندريس.
(2000) كورت فلاش.
(2002) كلاوس هنيريتش.
(2005) بيتر سلوترجيك.
جائزة سيغموند فرويد من بين الجوائز الأكاديمية المرموقة في ألمانيا.

#### الفائزون:-
1964 هوغو فريدريش، عالم كلاسيكيات.
1965 أدولف بورتمان، عالم الحيوان.
1966 إميل ستايجر، باحث في اللغة الألمانية وآدابها.
1967 حنا أرندت، فيلسوفة.
1968 كارل بارث، عالم لاهوت.
1969 برونو سنيل، عالم لغوي (لغات قديمة).
1970 فيرنر هايزنبرغ، فيزيائي.
1971 فيرنر كرافت، مؤرخ أدبي.
1972 إريك وولف، (محامي).
1973 كارل رانر، عالم لاهوت.
1974 جونتر بوش، مؤرخ فني.
1975 الفيلسوف إرنست بلوخ.
1976 يورغن هابرماس، فيلسوف.
1977 هارالد وينريش، كلاسيكي.
1978 سيجرفيرد ميلشنجر، مؤرخ مسرحي.
1979 هانز جورج جادامر، فيلسوف.
1980 هانز بلومنبرج، فيلسوف.
1981 كورت فون فريتز، عالم لغوي (لغات قديمة).
1982 أرنو بورست، مؤرخ.
1983 بيتر جراف كيلمانسيج، عالم سياسي.
1984 أودو ماركوار، فيلسوف.
1985 هيرمان هايمبل، مؤرخ.

#### 1986 هارتموت فون هنتيج، دراسات التربية.
1987 غيرهارد إبيلينج، عالم لاهوت.
1988 كارل فريدريتش فون فيزساكر، فيزيائي وفيلسوف.
1989 رالف دارندورف، عالم سياسي.
1990 والثر كيلي، عالم أدبي.
1991 فيرنر هوفمان، مؤرخ فني.
1992 غونتر أندرس، فيلسوف.
1993 نوربرت ميللر، عالم أدبي.
1994 بيتر جولكي، عالم موسيقى.
1995 جوستاف سيبت، مؤرخ.
1996 بيتر وابنيوسكي، باحث في اللغة الألمانية وآدابها.
1997 بول بارين، عالم نفسي عرقي.
1998 إلسيه غروبيتش شيمتس، عالم نفس.
1999 راينهارت كوسليك، مؤرخ.
2000 كيرت فلاش، فيلسوف.
2001 هورست بريديكامب، مؤرخ فني.
2002 كلاوس هاينريش، فيلسوف.
2003 والتر بوركيرت، كلاسيكي.
2004 كارل شلوجل، مؤرخ.
2005 بيتر سلوترديك، فيلسوف.
2006 يوهانس فرايد، مؤرخ.
2007 جوزيف إتش ريتشولف، عالم الأحياء التطوري.
2008 مايكل هاجنر، طبيب ومؤرخ العلوم.
2009 جوليا فوس، مؤرخة فنية وصحفية.
2010 لوكا جولياني عالم آثار.
2011 أرنولد إيش، مؤرخ.
2012 إرنست فولفجانج بوكنفوردي، محامي.
2013 أنجيليكا نيوورث، مستشرق.
2014 يورغن أوسترهاميل، مؤرخ.
2015 بيتر أيزنبرغ، لغوي.
2016 يناير أسمان، عالم المصريات.
2017 باربرا ستولبرج-ريلينجر، مؤرخة.
2018 فولفجانج كيمب، مؤرخ فني.
2019 توماس ماكو، فيلسوف.
2020 يوت فريفيرت، مؤرخ.
2021 هوبرت وولف، مؤرخ الكنيسة.
1. 1 2  "Deutsche Akademie für Sprache und Dichtung". www.deutscheakademie.de. مؤرشف من الأصل في 2021-11-20. اطلع عليه بتاريخ 2021-12-02.
2. ↑  "Residenz Verlag". www.residenzverlag.com (بالألمانية). Archived from the original on 2021-11-04. Retrieved 2021-12-02.
3. ↑  "Leopoldina | Home". Nationale Akademie der Wissenschaften Leopoldina (بde-DE). Archived from the original on 2021-12-01. Retrieved 2021-12-02.{{استشهاد ويب}}:  صيانة الاستشهاد: لغة غير مدعومة (link)